# Kê đơn không theo hướng dẫn trên nhãn
Kê đơn không theo hướng dẫn trên nhãn (off-label) là việc sử dụng thuốc dược phẩm cho một chỉ định không được chấp thuận hoặc trong một nhóm tuổi, liều lượng hoặc đường dùng không được chấp thuận. Cả hai loại thuốc theo toa và thuốc không kê đơn (OTCs) có thể được sử dụng theo nhiều cách kê đơn không theo hướng dẫn trên nhãn hiệu, mặc dù hầu hết các nghiên cứu về tập trung kê đơn không theo hướng dẫn trên nhãn hiệu trên thuốc theo toa.
Việc kê đơn không theo hướng dẫn trên nhãn hiệu nói chung là hợp pháp trừ khi nó vi phạm các nguyên tắc đạo đức hoặc quy định an toàn. Khả năng kê đơn thuốc cho các mục đích sử dụng ngoài các chỉ định được phê duyệt chính thức thường được sử dụng để có hiệu quả tốt bởi các nhà cung cấp dịch vụ chăm sóc sức khỏe. Ví dụ, methotrexate thường được kê đơn không theo hướng dẫn trên nhãn hiệu vì tác dụng điều hòa miễn dịch của nó làm giảm các rối loạn khác nhau. Tuy nhiên, việc kê đơn không theo hướng dẫn trên nhãn hiệu có thể kéo theo rủi ro sức khỏe và sự khác biệt trong trách nhiệm pháp lý. Tiếp thị dược phẩm để kê đơn không theo hướng dẫn trên nhãn hiệu thường bị cấm.

## Tần suất kê đơn không theo hướng dẫn trên nhãn hiệu
Kê đơn không theo hướng dẫn trên nhãn rất phổ biến. Các loại thuốc gốc thường không có nhà tài trợ vì chỉ định và sử dụng của chúng được mở rộng, và các ưu đãi được giới hạn để bắt đầu thử nghiệm lâm sàng mới để tạo thêm dữ liệu cho các cơ quan phê duyệt để mở rộng chỉ định của thuốc độc quyền. Gần một phần năm của tất cả các loại thuốc được kê toa ngoài nhãn hiệu và trong số các loại thuốc tâm thần, kê đơn không theo hướng dẫn trên nhãn hiệu tăng lên đến 31%.
Trong số việc sử dụng thuốc chống loạn thần ở Hoa Kỳ, một sự thay đổi đã xảy ra từ các tác nhân điển hình vào năm 1995 (84% của tất cả các lần điều trị chống loạn thần) sang các tác nhân không điển hình vào năm 2008 (93%). Việc sử dụng không điển hình đã phát triển vượt xa sự thay thế cho các tác nhân điển hình được sử dụng không thường xuyên.